# Fear for Nobody
«Fear for Nobody» es una canción interpretada por la banda italiana Måneskin, incluida en su primer álbum de estudio, Il ballo della vita (2018). Fue compuesta por los cuatro integrantes de la agrupación, Damiano David, Ethan Torchio, Thomas Raggi y Victoria De Angelis, mientras que su producción también quedó a su cargo con apoyo de Fabrizio Ferraguzzo. La canción fue lanzada como el tercer sencillo del álbum el 11 de enero de 2019 bajo la distribución de Sony Music y RCA Records.

## Composición y lanzamiento
La canción fue compuesta por los cuatro integrantes de la banda, Damiano David, Ethan Torchio, Thomas Raggi y Victoria De Angelis, que además se encargaron de producirla con apoyo de Fabrizio Ferraguzzo. «Fear for Nobody» mezcla un riff de bajo con varios instrumentos de viento y, según la banda, está inspirada por el sentimiento de euforia que sienten sus integrantes cuando tocan en vivo, lo cual se ve reflejado en la intensidad de la canción. Su letra es un mensaje que incentiva al oyente a luchar por sus metas sin importar las consecuencias ni los obstáculos, así como no dejarse detener por los que solo buscan entorpecer su éxito. La canción fue lanzada como el tercer sencillo de Il ballo della vita el 11 de enero de 2019 bajo la distribución de Sony Music y RCA Records. Fue el único tema en inglés del disco que se lanzó como sencillo.

## Rendimiento comercial
«Fear for Nobody» no logró replicar el éxito de los anteriores sencillos de la banda en Italia, ya que solo alcanzó el puesto número 26 en su lista semanal de éxitos y se mantuvo dentro del conteo por apenas dos semanas. Logró un disco de oro otorgado por la Federación de la Industria Musical Italiana (FIMI) tras exceder las 35 mil unidades vendidas en el país. Tras la victoria de Måneskin en el Festival de la Canción de Eurovisión 2021, «Fear for Nobody» ingresó al listado semanal de las canciones más descargadas en Grecia en la posición número 61. También ingresó al conteo semanal de éxitos de Lituania en el número 25.

## Vídeo musical
El videoclip de la canción fue dirigido por Qwerty y publicado el 18 de enero de 2019 en el canal de YouTube de Måneskin.

## Posicionamiento en listas

### Semanales
| Grecia   | Digital Singles Chart | 61 |
| Italia   | Top Singoli           | 26 |
| Lituania | AGATA TOP 100 Chart   | 25 |

### Certificaciones
| País   | Organismo certificador | Certificación | Ventas certificadas | Ref.  |
| ------ | ---------------------- | ------------- | ------------------- | ----- |
| Italia | FIMI                   | Oro           | 35 000              | [ 4 ] |